# Fusanosuke Kuhara
Fusanosuke Kuhara (久原 房之助, Kuhara Fusanosuke) (12 juillet 1869 - 29 janvier 1965) est un entrepreneur, syndicaliste, homme politique et ministre japonais.

## Biographie
Né à Hagi dans la préfecture de Yamaguchi, Kuhara est issu d'une famille de brasseurs de saké. Son frère est le fondateur de la Nippon Suisan Kaisha et son oncle, Fujita Densaburō, est le fondateur du zaibatsu Fujita (en). Il étudie en 1885 à l'école de commerce de Tokyo (ancêtre de l'université Hitotsubashi) puis sort diplômé de l'université Keiō. Après ses études, il rejoint la Morimura-gumi mais sur les recommandations de l'ancien homme politique de Chōshū, Inoue Kaoru, il rejoint la compagnie de son oncle, la Fujita-gumi, et en 1891, il est nommé directeur de la mine de Kosaka dans la préfecture d'Akita, l'une des plus grandes mines de plomb, cuivre et zinc du Japon. Il y introduit de nouvelles technologies et rend la mine très profitable.
En 1903, il quitte la Fujita-gumi et achète la mine de cuivre d'Akazawa dans la préfecture d'Ibaraki en 1905, la renommant en « mine de cuivre d'Hitachi ». Il établit la Hitachi Seisakusho en 1910, fusionnant ses opérations avec la Kuhara Kōgyō en 1912. La mine devient le second producteur de cuivre du Japon en 1914 grâce à la mécanisation et l'amélioration des techniques de production.
Durant la Première Guerre mondiale, Kuhara étend ses opérations vers une vaste gamme d'entreprises, allant de la construction navale à la production de fertilisants, la pétrochimie, l'assurance-vie, le commerce maritime, et créant le zaibatsu Kuhara. Cependant, la compagnie trop étendue connait de sévères difficultés financières durant la dépression d'après-guerre, et Kuhara se tourne vers son beau-frère, Yoshisuke Aikawa, fondateur d'une compagnie appelée Nihon Sangyō, ou Nissan en plus court. Kuhara commence une carrière en politique, forgeant des liens avec le futur Premier ministre du Japon Tanaka Giichi et d'autres chefs politiques et militaires, liens qu'Aikawa utilisera plus tard à son avantage.
En 1928, Kuhara est élu à la chambre des représentants du Japon comme membre du parti Rikken Seiyūkai pour le 1er district électoral de Yamaguchi, et devient ministre des Communications la même année dans le gouvernement de Tanaka Giichi.
Il sert comme secrétaire-général du Rikken Seiyūkai en 1931 sous la direction d'Inukai Tsuyoshi. Politiquement, Kuhara soutient une approche radicale contre la Chine et est l'un des partisans d'une réforme constitutionnelle visant à transformer le Japon en État à parti unique. Cependant, Kuhara est brièvement arrêté après l'incident du 26 février et forcé de démissionner du parti après la découverte de contributions financières aux rebelles.
Après la division du Rikken Seiyūkai, Kuhara est invité à revenir en politique par Ichirō Hatoyama, menant la faction opposée à Chikuhei Nakajima, et obtenant le poste de président du parti en 1939.
En 1940, il préside l’absorption du parti dans l'association de soutien à l'autorité impériale de Fumimaro Konoe, accomplissant ainsi son ambition de créer un État à parti unique. Dans le gouvernement de Hiranuma Kiichirō, il devient conseiller au gouvernement. Il est l'un des organisateurs clés de la ligue des membres de la diète menant la guerre sainte.
Après la Seconde Guerre mondiale, Kuhara est purgé de la politique par les forces d'occupation américaines. Après la fin de l'occupation, il est élu à la chambre des représentants d'après-guerre pour le 2e district électoral de Yamaguchi lors des élections législatives japonaises de 1952. Il joue un grand rôle dans la restauration des relations entre le Japon et la Russie et entre la Chine et le Japon.
Kuhara meurt à son domicile de Shirokanedai à Tokyo en janvier 1965. Sa maison est aujourd'hui devenu l'hôtel Happo-en disposant d'un fameux jardin japonais.